# Dario Matteoni
Dario Matteoni (Pisa, 1950) è uno storico dell'arte e critico d'arte italiano.

## Biografia
Si è laureato all'Università di Pisa.
È stato Assessore alla Cultura del comune di Livorno durante il mandato del sindaco Gianfranco Lamberti.
Tra il 1991 e il 1998 ha collaborato, in qualità di caporedattore, alla rivista Rassegna diretta da Vittorio Gregotti.
È autore di numerose pubblicazioni inerenti storia dell'arte e architettura; dirige la collana Su e giù per Livorno, il cui primo numero è stato pubblicato nel 2005.
Ha curato l'allestimento di diverse esposizioni in varie città italiane.
Terminata il suo mandato in seno all'amministrazione comunale labronica, ha partecipato attivamente ai dibattiti sul ruolo della cultura a Livorno, criticando duramente, assieme a Vittorio Sgarbi, la demolizione del Cinema Odeon, definito «un esempio di architettura cinematografica tra i più importanti della storia dell'architettura italiana del secondo dopoguerra».
Ha ricoperto la carica di direttore del Museo nazionale di palazzo Reale e del Museo nazionale di San Matteo a Pisa.

## Principali pubblicazioni
- D. Matteoni, Le città nella storia d'Italia. Livorno, Laterza, 1985.
- D. Matteoni, Pasquale Poccianti e l'acquedotto di Livorno, Laterza, 1992.
- D. Matteoni, Pasquale Poccianti e la “Gran cisterna” di Livorno, Silvana Editoriale, 2001.
- D. Matteoni, Livorno, la costruzione di un'immagine. I palazzi di città, Silvana Editoriale, 1999.
- D. Matteoni, F. Cagianelli, Livorno, la costruzione di un'immagine. Le smanie della villeggiatura, Silvana Editoriale, 2001.
- D. Matteoni, F. Cagianelli, Livorno, la costruzione di un'immagine. Tradizione e modernità nel Novecento, Silvana Editoriale, 2004.
- D. Matteoni, E.B. Nomellini, F. Ragazzi, Da Fattori a Nomellini: arte e Risorgimento, Catalogo della mostra, Editore De Ferrari, 2005.
- D. Matteoni, Renato Natali, un prestigiatore del colore verso le avanguardie, Mauro Pagliai Editore, 2007.

## Esposizioni curate
- La Belle Epoque. Arte in Italia, 1880-1915, Rovigo, 9 febbraio-13 luglio 2008; allestimento curato insieme a Francesca Cagianelli.
- Il convito e l'arte. Tra l'Ottocento e il primo Novecento, Catanzaro, 20 luglio-3 ottobre 2007.
- Renato Natali - Un pittore tra luci d'avanguardia e notti di folklore, Piacenza, 18 novembre-17 dicembre 2006; allestimento curato con Francesca Cagianelli e Stefano Fugazza.
- La Maschera e l'Artista. Intermezzi, Pantomime, Acrobazie sul palcoscenico del Novecento, Pietrasanta, 2 luglio-31 agosto 2005.